# Право на освіту

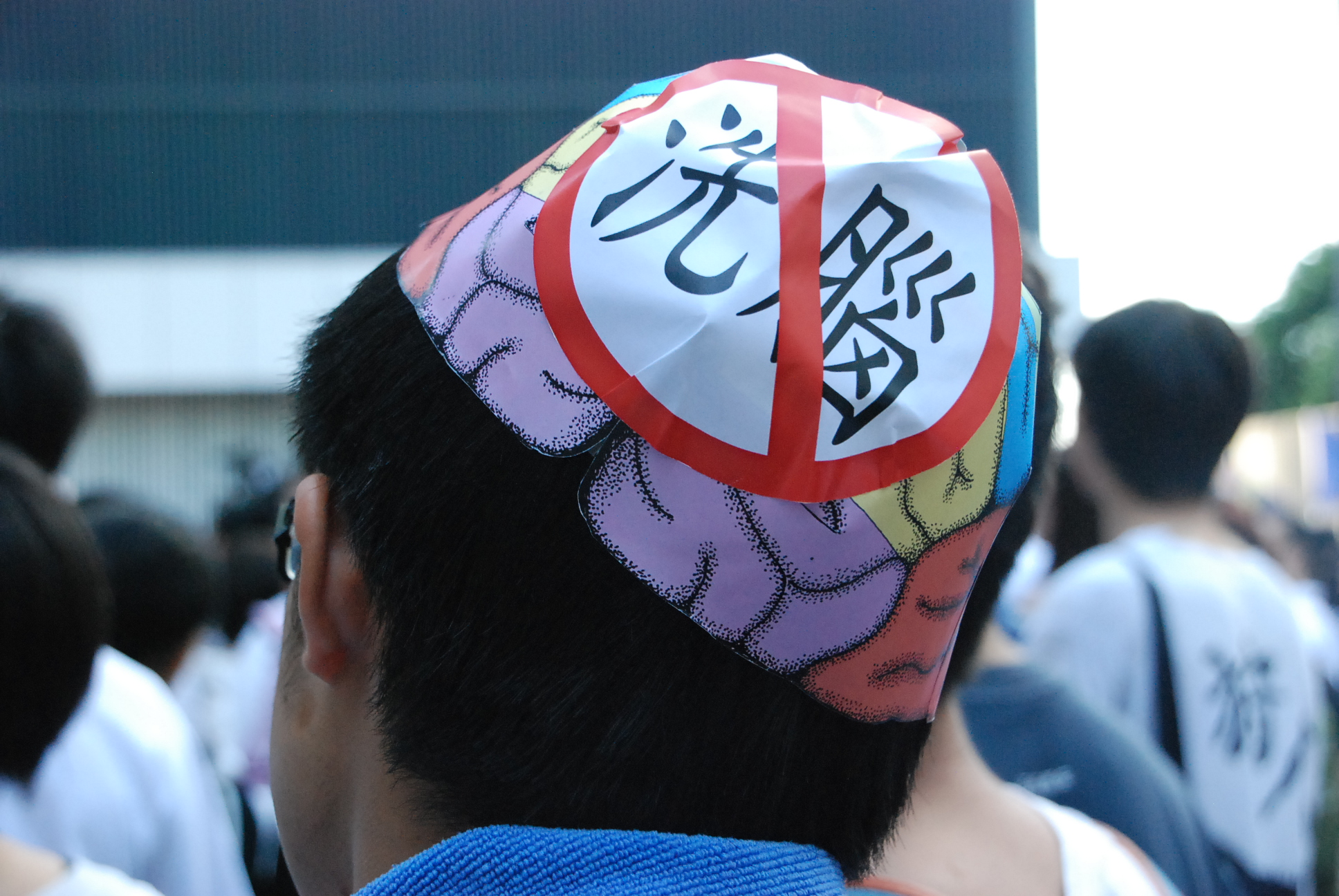
Індоктринація в класі, включення політичного змісту в навчальний матеріал або викладачі, які зловживають своєю роллю індоктринації учнів, суперечать цілям освіти, яка прагне свободи думки та критичного мислення.

Право на освіту — право людини на здобуття певного обсягу знань, культурних навичок, професійної орієнтації, які необхідні для нормальної життєдіяльності в умовах сучасного суспільства.
Право на освіту — одне з основних соціально-культурних прав людини, яке виконується нерівномірно у всіх державах. Право на освіту має на меті зробити всіх рівними і допомогти припинити дискримінацію в галузі освіти.
Право на освіту вважається одним з прав людини «другого покоління» (соціально-економічних і культурних; аспект недискримінації може розглядатися також як громадянське право першого покоління). Комітет ООН з економічних, соціальних і культурних прав виокремлює чотири основні ознаки права на освіту: наявність, доступність (недискримінація, фізична й економічна доступність), прийнятність і адаптованість освіти, а також дає вказівки про те, що «право на освіту може здійснюватися лише за наявності у викладачів та учнів академічної свободи».
Обсяг права на освіту може бути різний для різних ступенів освіти — так, Міжнародний пакт про економічні, соціальні і культурні права передбачає обов'язковість і безкоштовність початкової освіти, але тільки поступове введення безкоштовної вищої освіти.

## Міжнародно-правова основа
Положення про право на освіту містяться в багатьох документах міжнародного характеру. Зокрема, стаття 26 Загальної декларації прав людини проголошує, що:
1. Кожна людина має право на освіту. Освіта повинна бути безкоштовною, хоча б початкова і загальна. Початкова освіта повинна бути обов'язковою. Технічна і професійна освіта повинна бути загальнодоступною, а вища освіта повинна бути однаково доступною для всіх на основі здібностей кожного.
2. Освіта повинна бути спрямована на повний розвиток людської особи і збільшення поваги до прав людини і основних свобод. Освіта повинна сприяти взаєморозумінню, терпимості і дружбі між усіма народами, расовими або релігійними групами і повинна сприяти діяльності Організації Об'єднаних Націй по підтриманню миру.
3. Батьки мають право пріоритету у виборі виду освіти для своїх малолітніх дітей.

У статті 14 Міжнародного пакту про економічні, соціальні та культурні права міститься вимога до країн-учасниць забезпечити безоплатну початкову освіту для нормального розвитку громадян: «Кожна держава, яка бере участь у цьому Пакті і яка на час свого вступу до числа учасників не змогла встановити на території своєї метрополії або на інших територіях, що перебувають під її юрисдикцією, обов'язкової безплатної початкової освіти, зобов'язується протягом двох років виробити і прийняти докладний план заходів для поступового втілення у життя — протягом розумної кількості років, яка повинна бути зазначена в цьому плані, — принципу обов'язкової безплатної загальної освіти.»
Право на освіту записано у статті 2 Конвенції про захист прав людини і основоположних свобод: "Нікому не може бути відмовлено в праві на освіту. Держава при виконанні будь-яких функцій, узятих нею на себе в галузі освіти і навчання, поважає право батьків забезпечувати таку освіту і навчання відповідно до своїх релігійних і світоглядних переконань.
За роки свого існування Європейський суд з прав людини розглянув кілька десятків справ стосовно забезпечення державами — учасниками Конвенції права на освіту. На думку Суду, це право складається з трьох взаємопов'язаних елементів:
1. невтручання держави у здійснення особою її права на освіту;
2. надання державі повноважень щодо визначення характеру й обсягу її в освіті та навчанні;
3. право батьків на повагу до їхніх переконань, коли йдеться про освіту дітей.

Цікавим є рішення суду стосовно так званої «Бельгійської мовної справи», в якій заявники — франкомовні бельгійці, що проживали у фламандській частині Бельгії, скаржилися на те, що відмова бельгійського уряду надати їхнім дітям освіту французькою мовою порушувала їх права згідно з статтею 2 протоколу № 1 Конвенції. Бельгійське законодавство дозволяло дітям, які розмовляли фламандською мовою і проживали в різних франкомовних районах, відвідувати школи з викладанням фламандською мовою у сусідніх населених пунктах, але не надавало такого права франкомовним дітям. Суд визнав, що це становить порушення положення про недискримінацію за статтею 14 Конвенції у поєднанні з порушенням права на освіту за статтею 2 Протоколу № 1.

## Право на освіту в Україні
Освіта є важливим чинником становлення демократичної та правової України. Для того, щоб створити досконалу систему освіти європейського рівня, у листопаді 1993 року було прийнято Державну національну програму «Освіта (Україна XXI століття)», основними завданнями якої стали вироблення державних стандартів формування системи та обсягу знань, умінь, навичок творчої діяльності, інших якостей особистості на різних освітніх рівнях та оптимальне поєднання гуманітарної і природничо-математичної складових освіти, теоретичних і практичних компонентів, класичної спадщини та сучасних досягнень наукової думки, зв'язок з національною історією, культурою, традиціями.
Освіта як окрема сфера взаємовідносин у житті суспільства в Україні регулюється Конституцією України, Законом України «Про освіту» від 4 червня 1991 р. (у редакції від 23 березня 1996 p.), «Про вищу освіту» від 17 січня 2002 p., «Про професійно-технічну освіту» від 10 лютого 1998 р. та іншими нормативно-правовими актами.
Стаття 53 Конституції України: «Повна загальна середня освіта є обов'язковою. Держава забезпечує доступність і безоплатність дошкільної, повної загальної середньої, професійно-технічної, вищої освіти в державних і комунальних навчальних закладах; розвиток дошкільної, повної загальної середньої, позашкільної, професійно-технічної, вищої і післядипломної освіти, різних форм навчання; надання державних стипендій та пільг учням і студентам.{Офіційне тлумачення положень частини третьої статті 53 див. в Рішенні Конституційного Суду № 5-рп/2004 від 04.03.2004} Громадяни мають право безкоштовно здобути вищу освіту в державних і комунальних навчальних закладах на конкурсній основі. Громадянам, які належать до національних меншин, відповідно до закону гарантується право на навчання рідною мовою чи на вивчення рідної мови у державних і комунальних навчальних закладах або через національні культурні товариства».
Право на освіту в Україні забезпечується:
1. доступністю та безоплатністю;
2. розгалуженою мережею навчальних закладів, заснованих на державній та інших формах власності, наукових установ, закладів післядипломної освіти;
3. відкритим характером навчальних закладів, створенням умов для вибору профілю навчання і виховання відповідно до здібностей, інтересів громадянина;
4. різними формами навчання — очною, вечірньою, заочною, екстернатом, а також педагогічним патронажем.